# Clinopodium nepalense
Clinopodium nepalense là một loài thực vật có hoa trong họ Hoa môi. Loài này được (Kitam. & Murata) Bräuchler & Heubl mô tả khoa học đầu tiên năm 2006.